# Egidius de Murino
Egidius de Murino, également connu sous le nom d'Egidius de Francia et du Magister Frater Egidius, est un compositeur et théoricien de la musique français du Moyen Âge, actif au XIVe siècle, probablement moine augustin au monastère de Santo Spirito à Florence, car dans une enluminure miniature il est intitulé Magister Egidius Augustinus.
Egidius de Murino est, avec Philippus de Caserta, l'un des auteurs possibles du Tractatus figurarum, un guide pratique de la notation de l'ars subtilior, Il est également l'auteur de De modo componendi, un guide théorique pour l'écriture du motet.
Il figure dans le Codex Squarcialupi, dans le manuscrit Add MS 29987 de la British Library et dans le Codex Modena.
Il est potentiellement identifiable avec un autre Egidius, compositeur que l'on trouve dans le Codex Chantilly.
Il n'est pas certain qu'il existe un lien de parenté avec Egidius de Aurelia (Egidius d'Orléans), compositeur de Alma Polis et Axe poli cum artica.

## Œuvres
- Donna s'amor
- Alta Serena Luce[7]